# Festival de Hambach

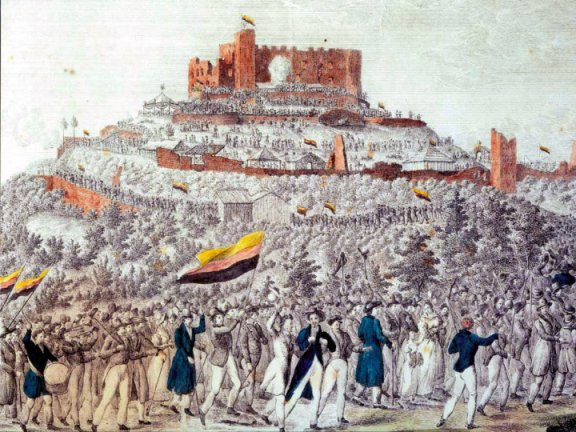
Cortejo para o Castelo de Hambach Castle, litografia de 1832, com a futura bandeira da Alemanha ao contrário

O Festival de Hambach foi um festival nacional democrático alemão — disfarçado de feira local não-política —  que reuniu cerca de 25 mil pessoas, celebrado entre 27 e 30 de Maio de 1832 no Castelo de Hambach, perto de Neustadt an der Weinstrasse, actual Rhineland-Palatinate, Alemanha. Apesar de ter sido reprimido fortemente, foi um dos eventos que mais demonstrou a participação de massas na Europa Central antes dos movimentos de 1848. Foi também uma das primeiras demonstrações públicas de apoio à emancipação nacional, isto é, a unidade alemã, liberdade e democracia. Tinha como principal objetivo a oposição contra a burguesia no período da restauração e o comeco do Vormärz. Ideologicamente, ele unia de forma singular o programa liberal do século XIX com as nascentes manifestações nacionalistas europeias.
Após a repressão, a Confederação alemã adotou medidas de abolição de direitos civis, aumentando a censura e proibindo reuniões e manifestações públicas. Muitos ativistas foram se exilar em Paris, engrossando o caldo para a radicalização de movimentos na capital da França.